# Unity (Oregón)
Unity es una ciudad situada en el condado de Baker, Oregón, Estados Unidos. Tiene una población estimada, a mediados de 2022, de 42 habitantes.

## Geografía
La localidad está ubicada en las coordenadas 44°27′06″N 118°11′11″O / 44.45167, -118.18639 (44.451573, -118.186298).

## Demografía
Según la estimación 2018-2022 de la Oficina del Censo, los ingresos medios de los hogares de la localidad son de $41,250. Alrededor del 29.7% de la población está por debajo de la línea de pobreza.